# Noyers (Loiret)
Noyers é uma comuna francesa na região administrativa do Centro-Vale do Loire, no departamento de Loiret. Estende-se por uma área de 18.06 km². Em 2010 a comuna tinha 748 habitantes (densidade: 41,4 hab./km²).